# Найкраща книга України
Національний конкурс "Найкраща книга України" заснований Державним комітетом телебачення та радіомовленя.

## Мета створення конкурсу
Щорічний національний конкурс "Найкраща книга України" було створено з метою:
- сприяння розвитку вітчизняного книговидання,
- удосконалення традицій вітчизняної книговидавничої справи,
- підвищення ролі книги в суспільстві, популяризації сучасних технологій.

## Номінації конкурсу
Конкурс проводиться у таких номінаціях:
- «Моя країна» - в цій номінації висуваються видання, художні твори, наукові дослідження, які різнобічно представлять країну;
- «З глибини знань» - навчальні видання, довідники, словники, енциклопедичні видання;
- «Життя славетних» - в номінації представлені книги про цікаві долі видатних людей;
- «Світ дитинства» - ілюстровані видання для дітей;
- «Арт-книжка» - мистецьки видання;
- «Поезія» - найкращі поетичні збірки вітчизняних і зарубіжних авторів;
- «Проза» - найкращі прозові книги;
- «Мистецтво друку» - книги, видрукувані на високому поліграфічному рівні.

## Найкраща книга України 2008 р
Гран-прі Національного конкурсу «Найкраща книга України» одержало видавництво "Грані-Т" за книгу Миколи Гоголя «Петербурзькі повісті».
В номінації «З глибини знань»:
Диплом І ступеня отримало видавництво «Кріон» за книгу "Україна-Європа: хронологія розвитку 1000-1500".
Диплом II ступеня отримало видавництво «Богдана» за книгу С.О.Воронова «Енциклопедія морських катастроф України».
Диплом II ступеня отримало видавництво «Наукова думка» за книгу В.І.Тимофієнка «Історія архітектури стародавнього світу».
Дипломи III ступеня отримала інформаційне-аналітична агенція «Наш час» за серію книг «Невідома Україна»
Диплом ІІІ ступеня отримало видавництво «Юрінком Інтер» за книгу «Енциклопедія освіти».
В номінації «Моя країна»:
Диплом І ступеня отримало видавництво «Картографія» за книгу «Національний атлас України».
В номінації «Життя славетних»:
Диплом І ступеня отримало видавництво «Либідь» за книгу Леся Танюка «Мар’ян Крушельницький[недоступне посилання з липня 2019]».
В номінації «Світ дитинства»:
Диплом І ступеня отримало видавництво «Фрески» за книгу Івана Франка «Лис Микита».
В номінації «Арт-книжка»:
Диплом І ступеня отримало видавництво «Грані-Т» за книгу «Городецький. Виклики будівничого».
В номінації «Проза»:
Диплом І ступеня отримало видавництво «Смолоскип» за книгу Сергія Пилипенка «Вибрані твори».
В номінації «Поезія»:
Диплом І ступеня отримало видавництво «Просвіта» за книгу Бориса Олійника «Вибрані твори у шести томах».
В номінації «Мистецтво друку»:
Диплом І ступеня отримало видавництво «Антиква» за книгу «От княжеского пира до кремлевского банкета. Старинные меню и рецепты».